# 銀座大火
銀座大火（ぎんざたいか）は、1872年（明治5年）に東京で発生した大火災である。折からの強風にあおられ東京の中心地丸の内、銀座、築地一帯が焼失した。これをきっかけに、明治新政府は銀座を耐火構造の西洋風の街路へと改造することとなった。

## 概要
1872年4月3日（旧暦では明治5年2月26日）、和田倉門内旧会津藩邸から出火、銀座の御堀端から築地までの950,400平方メートル（41町、4,879戸）を焼失した。焼死8人、負傷者60人、焼失戸数4874戸という記録が残る。。

## 経過
未半刻（午後3時頃）、和田倉門内兵部省添屋敷（旧会津藩中屋敷、現皇居外苑3）より出火、西北の風に煽られて馬場先濠を越えて八代洲河岸大蔵省紙幣寮へ飛火、織田信敏邸（旧天童藩織田家上屋敷、現丸の内2-5）、司法省（旧西尾藩大給松平家上屋敷、旧東京中央郵便局、同2-7）、山内豊誠邸（旧高知藩山内家上屋敷、現東京国際フォーラム、同3-5）など、一部省庁として使用されていた丸の内の旧武家地を縦断した。
火勢は外濠（現外堀通り）を越えて現在の銀座西北端に当たる京橋南紺屋町に飛火、西紺屋町、南紺屋町、弓町、新肴町、鎗屋町、弥左衛門町、南鍋町一・二丁目、滝山町、元数寄屋町一～四丁目、銀座一～四丁目、尾張町新地・一・二丁目、三十間堀一～三丁目、三十間堀川を越えて大富町、新富町五～七丁目、松村町・木挽町一～五丁目、釆女町、松村町を焼き、現在の銀座一～六丁目大部分が焼失した。
京橋の町人地を一通り焼いた後は再び東隣の旧武家地に侵入、伊達宗徳邸（旧宇和島藩伊達家上屋敷）、亀井茲監邸（旧備中松山藩板倉家中屋敷）、西尾忠篤邸（旧横須賀藩西尾家中屋敷）などを焼いて築地川（現首都高速都心環状線）を越え、開墾会社・牛馬会社など新興会社が拠点としていた現築地一～三丁目を横断、築地本願寺に到達した。
再度築地川（現築地川公園等）を越えて町人地に侵入、南飯田町、柳原町、南本郷町、南小田原町一～三丁目、築地ホテル館（現築地市場勝どき門駐車場、築地6-20）と現在の築地六・七丁目を焼失させ、夜亥の刻（午後10時頃）鎮火した。

## その後
明治政府は、東京府知事由利公正は大火を受けて東京を防火防災都市とすべく銀座に煉瓦造りの建築物を数多く建てたり、現在の銀座大通りの幅員を「ニューヨークやロンドンの目抜き通り並に45.5mに拡張すべし」と主張（結局は27.3mの拡幅となった）するなどといった都市改造計画を立案・実行に移した。由利の主導での都市改造に着手、お雇い外国人トーマス・ウォートルスの設計で西欧風近代都市の建設を目指した（「銀座煉瓦街」参照）。

## その他
- 精養軒は馬場先門にて開店当日にこの大火に遭って焼失し、2ヶ月後木挽町五丁目で築地精養軒を開店した。
- 当時岩倉使節団として洋行していた副使山口尚芳他多くの居宅も被害を受けた。
- 築地鉄砲洲の外国人居留地も被災し、ポルトガル領事館などが延焼した。